# Polychlorierte Phenoxyphenole

Allgemeine Struktur von PCPP

Die polychlorierten Phenoxyphenole (PCPP) sind eine Gruppe organischer polyhalogenierter Verbindungen. Darunter finden sich Triclosan [5-Chlor-2-(2,4-dichlorphenoxy)phenol] und Predioxin [2,3,4-Trichlor-6-(2,4-dichlorphenoxy)phenol].
Im Triclosan können Spuren von Dioxinen und Furanen enthalten sein, Predioxin hingegen wird zu Dioxinen abgebaut.
Bemerkenswert ist, dass die Dioxine, welche durch wässrige Photolyse von Triclosan entstehen, als nicht-toxisch eingestuft wurden.